# Chris Marrero
Christopher Marrero (né le 2 juillet 1988 à Miami, Floride, États-Unis) est un joueur de premier but et de champ extérieur ayant évolué en Ligues majeures de baseball entre 2011 et 2017 pour les Nationals de Washington et les Giants de San Francisco.

## Carrière
Chris Marrero est le choix de première ronde des Nationals de Washington en 2006.
En 2008, Baseball America le classe au 27e rang de sa liste annuelle des 100 meilleurs joueurs d'avenir de baseball. Malgré une blessure qui ralentit sa progression vers les majeures et un changement de position (il passe du champ extérieur au premier but), Marrero demeure parmi les 10 meilleurs joueurs d'avenir des Nationals,, prenant même la première place en 2007 du classement de Baseball America pour la franchise.
Marrero fait ses débuts dans le baseball majeur avec Washington le 27 août 2011. À son premier match, il réussit son premier coup sûr, obtenu du lanceur Mike Leake des Reds de Cincinnati. Marrero frappe pour ,248 de moyenne au bâton et obtient 10 points produits en 31 matchs pour Washington en 2011. Bloqué en ligues mineures en 2012, il ne revient chez les Nationals que pour 8 matchs en 2013.
Marrero joue en ligues mineures avec des clubs affiliés aux Orioles de Baltimore en 2014, amorce 2015 dans le baseball indépendant, puis signe un contrat avec les White Sox de Chicago le 5 juin 2015. En 2016, il joue dans les mineures dans l'organisation des Red Sox de Boston et effectue son retour dans les majeures en avril 2017 avec les Giants de San Francisco.